# Athyrma
Athyrma é um gênero de traça pertencente à família Arctiidae.